# Dades förmodan
Inom ändlig gruppteori, en del av matematiken, är Dades förmodan en förmodan som relaterar antalet karaktärer av block av en ändlig grupp till antalet karaktärer av block av lokala delgrupper, introducerad av Everett C. Dade.